# Acxiom
Acxiom Corporation — компания, занимающаяся маркетинговыми и сервисными задачами, основанная в США и имеющая филиалы в Европе, Азии и Южной Америке. Acxiom предлагает маркетинговые и информационные сервисы, включая многоканальный маркетинг, адресную рассылку рекламы, управление базами данных. Acxiom собирает и анализирует информацию о конечных клиентах.
Заказчиками корпорации являются компании из США, работающие в таких областях, как финансы, страхование, маркетинг, медиа, ретейл, медицина, туризм, телекоммуникации, а также представители государственного сектора.
Корпорацию иногда описывают как «одну из крупнейших компаний, о которых вы никогда не слышали». Она собирает различную информацию о людях, помогая своим заказчикам повышать эффективность рекламы и бизнеса. Является крупнейшим мировым обработчиком персональных данных.

## История
Основана в 1969 году в Арканзасе.
В 2012 году для хранения и анализа данных компания использовала более 23 тыс. серверов. По оценкам, компания имеет информацию примерно о 80 % взрослого населения США, всего же их базы содержат записи более чем на 500 млн человек.
В феврале 2013 года Acxiom заключила соглашение с Facebook.

## Критика
В 2005 году Acxiom была номинирована на премию Большого Брата как "Худший корпоративный захватчик" (Worst Corporate Invader) за традиции брокера данных.
В 2013 корпорация Acxiom стала одной из 9 компаний, в отношении которых Federal Trade Commission инициировала расследование с целью узнать методы сбора и использования персональных данных потребителей.

## Безопасность данных
В 2003 году у компании при пересылке было украдено более 1,6 млрд записей. Среди украденной информации были имена, почтовые адреса и адреса электронной почты.